# Cochleosauridae
Cochleosauridae là một họ Temnospondyli.